# Mormia oriens
Mormia oriens är en tvåvingeart som beskrevs av Duckhouse 1990. Mormia oriens ingår i släktet Mormia och familjen fjärilsmyggor. Inga underarter finns listade i Catalogue of Life.